# 高松貨運站
高松貨運站（日语：／ Takamatsu-kamotsu-tāminaru eki）是一位於日本香川縣高松市香西南町，隸屬於日本貨物鐵道（JR貨物）的鐵路車站，車站編號為7001，座落於予讚線內，是四國島內貨物列車中心車站，同時也是JR貨物關西支社四國支店的所在地，負責管理島內四個使用中的貨物車站及2個線外貨運站。
車站擁有「四國桃太郎貨運站」（日语：／ Shikoku Momotarō kamotsu eki）的暱稱，是因應高松港土地再開發計劃「Sunport高松」而興建的貨物車站，使不再併設於高松站內，從而達到貨運及客運分開處理的功效，亦可將原來貨運站的用地改作客運車站或其他方面的發展。

## 車站結構
為地面車站，位於香西站及鬼無站之間。整個貨物車站呈長形，屬終端式設計。貨物列車只能由鬼無站的側線駛入，而香西站由於位處河岸的另一邊，因此並沒有任何路軌由此接駁至貨物車站。
共設有1個貨櫃專用的月台、另外發車軌道、到著軌道、停泊軌道及作業軌道等共超過10條，車站內另有其他建築物，包括維修工場、四國支店辦事處等。

## 發車班次
每天共開出9班鐵道列車，以及8班前往2個的線外貨運站的路面貨櫃車班次。鐵道列車中，5班沿予讚線分別開往伊予三島、新居濱及松山；另外4班往島外的列車，3班經姬路貨運站前往大阪貨運站、吹田貨運站或富山貨運站，另1班則經岐阜貨運站前往東京貨運站。

## 歷史
- 1997年5月6日：新貨物車站動工。
- 2000年：

- 8月16日：開業。
- 8月22日：補辦正式的開業儀式。

- 2003年4月：引入31呎對應的貨櫃起重機。

## 相鄰車站
四國旅客鐵道
予讚線
香西－高松貨運站－鬼無